# Wolfgang Leydhecker
Wolfgang Johann Paul Arnold Leydhecker (* 3. Mai 1919 in Darmstadt; † 10. Juni 1995 in Würzburg) war ein deutscher Augenarzt, Glaukomforscher und Hochschullehrer an der Julius-Maximilians-Universität Würzburg.

## Kindheit und Jugend
Wolfgang Leydhecker war einer der Söhne seiner 1888 geborenen, aus Berlin-Zehlendorf stammenden Mutter (Adoptionstochter des Historikers Richard Sternfeld und Hausfrau) und eines mit dieser seit etwa 1900 verheirateten, 1869 geborenen Arztes (dessen Vater Mitbegründer und ärztlicher Leiter des Elisabethenstifts in Darmstadt war) mit im evangelischen Elternhaus von Wolfgang Leydhecker befindlicher Praxis in der Heinrichstraße 23 in Darmstadt. Seine Brüder waren zehn bzw. acht Jahre älter. Gemeinsam mit seinem acht Jahre älteren Bruder Friedrich Karl (genannt „Fritz“) begann Wolfgang Leydhecker 1930 oder 1931 mit dem Boxsport. Im Mai 1932 erhielt er in Dieburg den II. Preis bei den Gaumeisterschaften des Odenwald-Gaues im Jugendboxen. Im Jahr 1933 verbrachte er die Sommerferien als Austauschschüler in England, 1935 war er Austauschschüler in Brüssel und im Sommer 1936 in Paris. Leydhecker erhielt im Februar 1937 sein Abiturzeugnis am humanistischen Ludwig-Georgs-Gymnasium zu Darmstadt, wo er an mehreren Aufführungen des Schultheaters mitgewirkt hat.

## Studium
Nach Ableistung des für ein Studium erforderlichen sechsmonatigen Arbeitsdienstes im Reichsarbeitsdienst ab Frühjahr 1937 in Lampertheim und einmonatiger unfreiwilliger Verlängerung Groß-Gumpen und des gleich darauf im November 1937 begonnenen und bis Frühjahr 1939 andauernden Militärdienstes studierte er ab dem Sommersemester 1939 Medizin in München. Während seiner Zeit in München gehörte er einer Studentenverbindung an. Zum 1. September 1937 war er der NSDAP beigetreten (Mitgliedsnummer 4.721.821). Er bewarb sich, nachdem er in den NS-Studentenbund eingetreten war, um ein Auslandsstudium ab dem vierten Semester in Lausanne oder Budapest. Nach einer im Frühjahr 1940 erfolgten Einberufung wurde er wieder entlassen, da er zuvor einer geheimen Tätigkeit für die Abwehr in Budapest zugestimmt hatte. Anschließend erhielt er ein Visum für Budapest, wo er im Eötvös-Kollegium wohnte und neben seinem Studium für ungarische Damen als Hauslehrer für Deutsch tätig war. Sein Spionageauftrag beschränkte sich nach eigenen Angaben auf die Auskunft über eine Person. Nach dem ersten Studiensemester dort setzte er sein Studium im Januar 1941 in Innsbruck (wo er auch Vorlesungen der Psychologischen Fakultät hörte und sein Physikum absolvierte) und im Frühling 1941 in Prag fort, wo er als Sanitätsunteroffizier zur Studentenkompanie der Mediziner gehörte und von dort Ende des Semesters im Sommer nach Estland in Kriegslazarette in Pernau am Ostseestrand und in Narwa verlegt wurde. Im selben Jahr erhielt er den Befehl zur Rückkehr nach Deutschland und wurde seinem Antrag entsprechend nach Berlin entlassen, wo seine Freundin, die er in Prag kennengelernt hatte, nun wohnte und er das in Innsbruck begonnene Psychologiestudium als Nebenfach fortsetzen konnte. An der Berliner Universität besuchte er Vorlesungen bedeutender Mediziner wie Ferdinand Sauerbruch, Ernst von Bergmann, Max de Crinis und Johannes Heinrich Schultz. In Berlin lernte er den 82-jährigen Maler Philipp Franck kennen, woraus sich später eine Freundschaft entwickelte. (Gemeinsam mit der ihm bekannten Psychologin, die er aus Prag, Innsbruck und später auch Frankfurt kannte, bewahrte er 1944 einige Aquarelle Francks, die ihm dessen Witwe Martha Franck zugeschickt hatte, in Darmstadt auf). Danach setzte er sein Studium in Frankfurt am Main fort, das im März 1942 bewilligt worden war, und wohnte dort zunächst über einem Kindergarten in der nicht weit von den Kliniken entfernten Heimatsiedlung, später in einem nahe der Klinik gelegenen Einfamilienhaus bei zwei Lehrerinnen und nach der Ausbombung bei Fliegerangriffen 1944 in Sachsenhausen bei einem Rechtsanwalt und dessen Frau, wo er die Medizinstudentin Gertrud Neugebauer, die Tochter eines Chemikers der Firma Kalle in Wiesbaden, kennenlernte, die er fünf Jahre später heiratete. Neben medizinischen (etwa bei Bernhard de Rudder, Max Gänsslen, Wilhelm Nonnenbruch, Karl Kleist und dem Augenarzt Rudolf Thiel) hörte er auch in Frankfurt psychologische und philosophische Vorlesungen, besuchte ein Oberseminar bei dem Gestaltanalytiker Ferdinand Weinhandl und betätigte sich als Vorpräparator in der Anatomie. Während der oft am Wochenende erfolgenden Aufenthalte bei seinen Eltern in Darmstadt verfasste Leydhecker ab 1942 einen Zeitspiegel, eine Art politisches Tagebuch bzw. Zeitgeschichte aus persönlicher Sicht, die kritisch und teils satirisch die Zeit des Nationalsozialismus und danach bis September 1947 schildert. Kurze Zeit war auch als an der Front in Russland tätig. Er beendete noch als Sanitätsfeldwebel sein Studium 1944 mit Staatsexamen im August 1944 und Promotion bei Kleist mit der anhand von Krankengeschichten erarbeiteten Dissertation Reaktive Depressionen bei Soldaten. Sein Elternhaus in Darmstadt war bei Luftangriffen auf Darmstadt im August 1944 zerstört worden.

## Weiterbildung zum Augenarzt
Nach dem Staatsexamen wurde Leydhecker, nachdem ihn sowohl der Neurologe Kleist als auch der Ophthalmologe, Oberfeldarzt und Kommandeur des Augenlazaretts der Universitätsklinik Thiel angefordert hatten, eingedenk seines Bruders „Fritz“ Assistenzarzt bei Thiel an der Universitäts-Augenklinik in Frankfurt am Main. In Hofgeismar musste er als Sanitätsfeldwebel im November 1944 an einem Lehrgang zum Feldunterarzt teilnehmen. Im Februar 1945 war er nachmittags als „Sanitätsunterarzt“ im „Lazarett Philantropin“ chirurgisch tätig. Die letzten sechs Kriegsmonate arbeitete er an der Wehrmachtsambulanz der Augenklinik unter Thiel.
Nach dem Krieg war er neben seiner Arbeit an der Klinik auch als Übersetzer für die amerikanischen Soldaten an den Universitätskliniken in Frankfurt tätig. Im ersten Jahr seiner Ausbildung zum Augenarzt war er 1945/1946 unbezahlter Volontärassistent bei Rudolf Thiel. Im Frühjahr 1946 wurde Leydhecker von der Militärregierung vernommen und wegen falscher Angaben in einem Fragebogen zu einer sechsmonatigen Haftstrafe und 2000 Mark Geldstrafe verurteilt. Nach einer eintägigen Inhaftierung, Zahlung der Geldstrafe durch Leydheckers Eltern und nachdem der Ankläger Berufung gegen den Richterspruch eingelegt hatte, wurde das Urteil wieder aufgehoben.
Zur Erlangung einer Facharztanerkennung als Augenarzt musste er noch ein Jahr als Assistenzarzt in der Inneren Medizin arbeiten, was er von Mai 1946 bis Mai 1947 in Darmstadt im Elisabethenstift tat.

## Wirken als Augenarzt und Hochschullehrer
Ab Oktober 1947 arbeitete Leydhecker als unbezahlter Volontärassistent an der Augenklinik in Essen. Seinen Chef dort schätzte er als Lehrer ebenso wenig wie zuvor seinen ebenso wie dieser jähzornigen Vorgesetzten Rudolf Thiel in Frankfurt. Im nächsten Jahr erhielt er von seinem früheren Austauschpartner, nun Mitglied im Worcester College, eine Einladung für zwei Wochen nach Oxford. Am 29. Oktober 1948 reiste er dazu zunächst nach London, wo er der inzwischen nach England emigrierten Witwe des Malers Franck und ihrem Sohn die für sie aufbewahrten Mappen mit Aquarellen wieder unversehrt übergeben konnte. In London bewarb sich Leydhecker dann erfolglos als Assistenzarzt bei der Professorin für Augenheilkunde Ida Man und beim Dean von Moorfields; letzterer empfahl eine Stellensuche bei Sir Stewart Duke-Elder, der ihm schließlich eine Stelle als Gastarzt in Oxford verschaffte. Am 24. Dezember heiratete Leydhecker während des Wartens auf eine Stelle am Institute of Ophthalmology in London, wo sie zunächst bei der Familie Franck unterkamen, seine Verlobte Gertrud Neugebauer, so dass auch deren Aufenthaltsvisum für England verlängert werden konnte. Anschließend wohnten sie in einem Boardinghouse und Leydhecker erhielt die Londoner Stelle.
Von 1950 bis 1953 war Leydhecker als Assistent an der Universitäts-Augenklinik Mainz tätig, an der er sich 1952 mit einer Arbeit über das Glaukom habilitierte. Danach war er 1953 bis 1964 an der Universitäts-Augenklinik Bonn, wo er Oberarzt und 1958 außerplanmäßiger Professor wurde. Im Jahr 1964 wurde er ordentlicher Professor an der Universität Würzburg als Nachfolger von Walther Reichling und blieb dort bis zur Emeritierung 1987. Nachfolger wurde Anselm Kampik.
Wolfgang Leydheckers Bruder Friedrich Karl Leydhecker war ebenfalls publizierender Augenarzt. Er war Oberarzt der Hallenser Augenklinik, habilitierte sich 1940 in Halle, arbeitete unter Wilhelm Clausen, wurde 1941 eingezogen und starb 1944 in „Russland“ im Zweiten Weltkrieg.
Wolfgang Leydhecker verfasste ein im deutschsprachigen Raum weitverbreitetes Lehrbuch der Augenheilkunde (häufig kurz nach seinem Namen benannt), zunächst 1968 als Bearbeitung des älteren, verbreiteten Lehrbuchs von Ernst Engelking, und eine Monographie über das Glaukom, für das er als der Experte über Deutschland hinaus galt, so dass er auch als Glaukom-Papst bezeichnet wurde. Zudem verfasste er über 350 weitere wissenschaftliche Arbeiten.
Er war Gründungspräsident und später Ehrenmitglied der Glaucoma Society of the International Congress of Ophthalmology, einer internationalen Vereinigung prominenter Glaukomforscher, und Ehrenmitglied der European Glaucoma Society. In Würzburg gründete er die erste Augenbank in Europa.
Leydhecker war medizinischer Ehrendoktor der Universität in Ascuncion (1975), erhielt die Goldmedaille der Universitäts-Augenklinik Asunción/Paraguay (1975), den Sir Stewart Duke-Elder Award (1983), den Bayerischen Verdienstorden (1987) und das Bundesverdienstkreuz 1. Klasse (1981). Er war Ehrenmitglied der augenärztlichen Gesellschaften in Griechenland, Paraguay, Japan, Korea und Taiwan. Zudem war er Vorstandsvorsitzender und später Ehrenmitglied vom Komitee in der Bundesrepublik Deutschland zur Verhütung der Blindheit.
Er gab 1989 die Vorlesungen über Augenheilkunde von Albrecht von Graefe in Berlin 1854/55 heraus (Verlag Süd-Druck, München).

## Schriften (Auswahl)
- Augenheilkunde. 21. Auflage. Springer, Berlin 1982; 25. Auflage (mit Franz Grehn) ebenda 1993.
- Eine Jugend im Dritten Reich. Nicht wie die anderen. Eduard Roether Verlag, Darmstadt 1992, ISBN 3-7929-0198-6.
- Der Beginn der wissenschaftlichen Chirurgie und Augenheilkunde in Würzburg durch Carl Caspar von Siebold (1736–1807). In: Würzburger medizinhistorische Mitteilungen. Band 10, 1992, S. 101–106.
- London - Mainz - Bonn - Würzburg. Lebensreise eines Augenarztes. Verlag ad manum medici Braz & Hoc, München 1993.
- Glaukom. Ein Handbuch. 1960; 2., völlig neubearbeitete Auflage. Springer-Verlag, 1973.
- Die Glaukome in der Praxis. Ein Leitfaden. Springer Verlag, 1962; 5. Auflage ebenda 1991.